# Thysdrus (stolica tytularna)

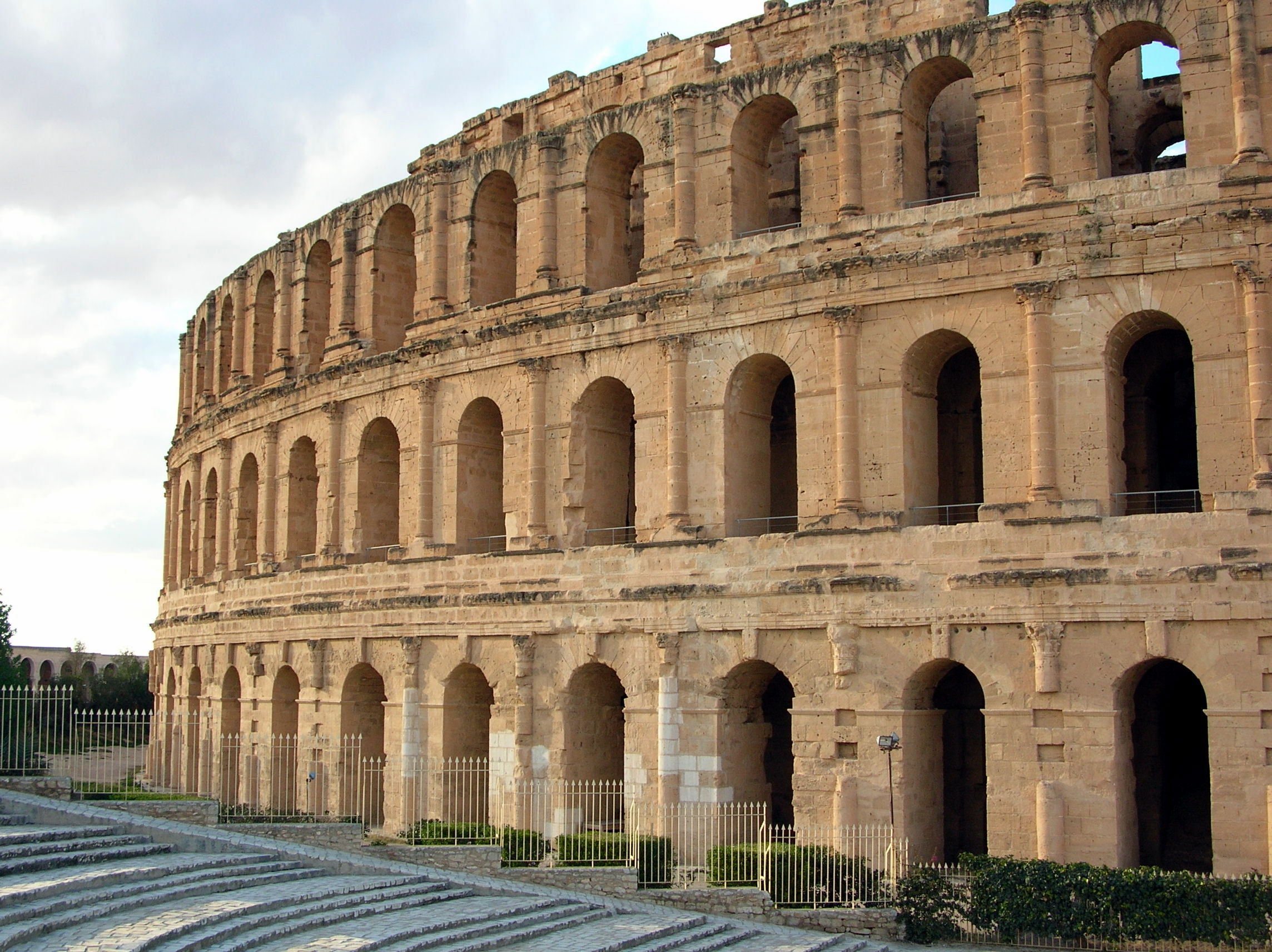
Ruiny dawnego amfiteatru w mieście Thysdrus

Thysdrus – diecezja historyczna w Cesarstwie rzymskim w prowincji Byzacena, współcześnie miasto Al-Dżamm w Tunezji. Obecnie katolickie biskupstwo tytularne.

## Biskupi tytularni
| Lp. | Biskup                      | Funkcja                                   | Od               | Do               |
| --- | --------------------------- | ----------------------------------------- | ---------------- | ---------------- |
| 1   | Carlos Quintero Arce        | biskup koadiutor Hermosillo (Meksyk)      | 3 marca 1966     | 18 sierpnia 1968 |
| 2   | Raymond Larose              | emerytowany biskup Ćottogram (Bangladesz) | 3 sierpnia 1968  | 17 maja 1984     |
| 3   | Abelardo Alvarado Alcántara | biskup pomocniczy Miasta Meksyk           | 26 kwietnia 1985 | 3 lipca 2021     |
| 4   | Ricardo Hoepers             | biskup pomocniczy Brasílii (Brazylia)     | 24 maja 2023     |                  |